# Bersani (cognome)
Bersani è un cognome di lingua italiana.

## Varianti
Bergia, Bersa, Bersanini, Bersezio, Berzetti, Berzia.

## Origine e diffusione
Cognome tipicamente centro-settentrionale, è presente prevalentemente in Lombardia e nel bolognese.
Potrebbe derivare dal termine latino medioevale bersa, "recinto per animali"; in alcuni dialetti, la capra e il caprile sono chiamati bergé. Per questo, è semanticamente affine ai cognomi italiani Capra, Gioberti, Verbicaro e Zimmaro, al cognome francese Joubert e al cognome sardo Cabras.
La variante Bersanini è bresciana; Bersezio, Bergia, Berzetti e Berzia sono liguri e piemontesi.

## Persone
- Pier Luigi Bersani (1951) – politico italiano
- Pio Bersani (circa 1797-1879) – politico italiano
- Samuele Bersani (1970) – cantautore italiano